# うしろゆびさされ組 (曲)
- うしろゆびさされ組 > うしろゆびさされ組 (曲)
- ハイスクール!奇面組 > うしろゆびさされ組 (曲)

「うしろゆびさされ組」（うしろゆびさされぐみ）は、うしろゆびさされ組の楽曲。同グループのデビューシングルとして1985年10月5日にキャニオンレコードから発売された。

## 解説
アイドルグループ・おニャン子クラブの一員である高井麻巳子と岩井由紀子（愛称：ゆうゆ）によるユニットのデビュー・シングル。
「おニャンクラブ・うしろゆびさされ組」名義。
『ハイスクール!奇面組』の初代のオープニングテーマに起用され、同作を代表する主題歌となった（片面はエンディングテーマ）。なお、ジャケットに写っている2人が着ている赤セーラー服は、同作品の初期舞台である「一応中学校」の女子制服をベースにしたものである。
A・B面ともおニャンクラブのメンバーがコーラスを担当している。
シングルバージョン、LPバージョン、アニメオープニングバージョンがある。ポニーキャニオンから発売されているアニメソング・コンピレーション・アルバム『アニソン・ヒッツ 〜歌えるアニメソング集〜』（2005年10月19日）には、LPバージョンが収録されている。
TBSの『ザ・ベストテン』は1985年11月7日放送分に10位で初ランクイン、11月21日放送分まで3週連続ランクイン（10位→10位→9位）、最後は『クイズ・ドレミファドン!』収録の（1985年12月22日放送「おニャン子クラブ大会」を収録）フジテレビスタジオからおニャン子と共に出演、更に同番組司会の高島忠夫と坂上とし恵（当時のパートナー）、チーフアシスタントの江藤博利も出演した。

## カバー
浜田翔子が2007年のアルバム「はましょー☆あるばむ〜お手当てしましょーこ〜」でカバーした。また桃井はるこ、安藤裕子によってもカバーされている。

## 収録曲
1. うしろゆびさされ組 (4:23)
  - 作詞：秋元康　作曲：後藤次利　編曲：佐藤準
    - フジテレビ系テレビアニメ『ハイスクール!奇面組』オープニングテーマ
    - 調：ニ長調[1]（間奏の一部はニ短調）
2. 女学生の決意 (2:09)
  - 作詞：秋元康　作曲：西崎憲　編曲：山川恵津子
    - フジテレビ系テレビアニメ『ハイスクール!奇面組』エンディングテーマ

## 収録アルバム
- ふ・わ・ふ・ら (#1 New Mix)
- ∞(#1、CT・CDのみ#2)
- MYこれ!クション うしろゆびさされ組BEST
- Myこれ!Lite うしろゆびさされ組
- うしろゆびさされ組+うしろ髪ひかれ隊 SINGLESコンプリート
- スーパーベスト (#1)
- NON-STOP おニャン子 (#1)
- 家宝 (#1)
- おニャン子クラブA面コレクション Vol.1 (#1)
- おニャン子クラブB面コレクション Vol.1 (#2)